# Stazione di Kurikara
La stazione di Kurikara (倶利伽羅駅?, Kurikara-eki) è una fermata ferroviaria della cittadina di Tsubata, nella prefettura di Ishikawa in Giappone. La stazione è gestita dalla JR West e serve la linea principale Hokuriku.

## Linee
JR West
■ Linea principale Hokuriku

## Struttura
La fermata è costituita da un marciapiede a isola con due binari passanti. Il piccolo fabbricato viaggiatori dispone di una biglietteria automatica, ed è gestito da un'associazione volontaria.
| 1 | ■ Linea principale Hokuriku | per Kanazawa, Fukui e Tsuruga |
| 2 | ■ Linea principale Hokuriku | per Toyama e Naoetsu          |

## Stazioni adiacenti
| 《                        | Servizio                  | 》                        |
| Linea principale Hokuriku | Linea principale Hokuriku | Linea principale Hokuriku |
| ------------------------- | ------------------------- | ------------------------- |
| Tsubata                   | Locale                    | Isurugi                   |